# 魔法使恰比
《魔法使恰比》是東映動畫製作的魔法少女題材動畫，1972年在NET電視台播出，共39集。

## 概要
製作後期東映電視編劇長坂秀佳加入劇本陣容，使本作向「魔法人魚真子」一樣，在故事上加深了對當時社會情況、議題的描寫及探討。
本作為東映魔法少女系列的第五套動畫作品、最後一部於NET電視台的星期一19:00時段播出的系列動畫，接檔作是同動畫公司製作的巴比倫二世。

## 故事大綱
魔法國貴族的女兒恰比從小對人類世界抱有憧憬。在一次魔法世界的舞會中，產生了「去人類世界」的念頭。後來，她領去長老外婆給予的魔法掃把，和家人往人類世界「笑容町」生活。

## 登場人物

### 魔法國
恰比
配音：增山江威子、野川道子（日本）； （香港）
真
配音：千千松幸子（日本）； （香港）
阿當
配音：富田耕生（日本）； （香港）
父親
配音：矢田耕司（日本）； （香港）
恰比之父，是魔法國貴族。
母親
配音：渡邊典子（日本）； （香港）
恰比之母，在魔法國有相當權力。
外婆
配音：津田延代（日本）； （香港）
魔法國內最高齡的長老魔女，一直保持獨身。和恰比一家無血緣關係。

### 笑容町
荒井一平
配音：白川澄子（日本）；（香港）
美知子的二弟、二平之兄。
荒井二平
配音：野澤雅子（日本）；（香港）
美知子和一平的弟弟。
荒井美知子（あらい　みちこ）
配音：小串容子（日本）；（香港）
恰比同班同學，以及其中一名朋友。
中村靜子
配音：渡邊典子（日本）；（香港）
恰比同班同學兼朋友。在團地居住。

## 製作人員
- 企劃：飯島敬（東映動畫）、宮崎慎一（NET）
- 製作擔當：江藤昌治
- 人物設計：高橋信也
- 劇本：辻真先、長坂秀佳 等
- 美術：山崎誠 等
- 音響效果：E&M Flamming Centre
- 音樂：筒井廣志
- 選曲：賀川晴雄
- 視像：東映化學
- 編集：花井正明
- 背景：陶山尚治
- 導演：芹川有吾
- 製作：東映、NET

## 各話列表
| 集數 | 標題（原文）                 | 劇本     | 作畫監督 | 演出              | 播出日期（日） |
| ---- | ---------------------------- | -------- | -------- | ----------------- | -------------- |
| 1    | 魔法家族がやってきた         | 辻真先   | 高橋信也 | 芹川有吾          | 1972年 4月3日  |
| 2    | 怪獣ちゃんもお友達!!         | 瀧三郎   | 端名貴勇 | 勝田棯男          | 4月10日        |
| 3    | パパはナニ屋さん             | 雪室俊一 | 永樹凡人 | 池田宏            | 4月17日        |
| 4    | 男の意地くらべ               | 辻真先   | 荒木伸吾 | 佐佐木勝利        | 4月24日        |
| 5    | ドンちゃんの妹               | 辻真先   | 小田克也 | 明比正行          | 5月2日         |
| 6    | ママがとられた               | 城山昇   | 細田暉雄 | 葛西治            | 5月9日         |
| 7    | 栄光への500メートル          | 辻真先   | 永樹凡人 | 金子允洋          | 5月16日        |
| 8    | 魔法の国に帰さないで         | 城山昇   | 阿部隆   | 大谷恆清          | 5月23日        |
| 9    | 狙われたバトン               | 吉野次郎 | 端名貴勇 | 久岡敬史          | 5月30日        |
| 10   | 幻のＤ51                     | 城山昇   | 荒木伸吾 | 芹川有吾          | 6月6日         |
| 11   | 三ツのおねがい               | 城山昇   | 木暮輝夫 | 勝田棯男          | 6月13日        |
| 12   | お婆さんの意地くらべ         | 辻真先   | 高橋信也 | 佐佐木勝利        | 6月20日        |
| 13   | パパの日記帳                 | 辻真先   | 小田克也 | 山本寬已          | 6月27日        |
| 14   | 民宿お化け騒動               | 辻真先   | 端名貴勇 | 明比正行          | 7月4日         |
| 15   | すてきな一日園長             | 押川國秋 | 永樹凡人 | 池田宏            | 7月11日        |
| 16   | 嵐の山の少女                 | 夏目幸治 | 木暮輝夫 | 葛西治            | 7月18日        |
| 17   | パパありがとう               | 瀧三郎   | 荒木伸吾 | 勝間田具治        | 7月25日        |
| 18   | 無人島冒険ごっこ             | 辻真先   | 木暮輝夫 | 久岡敬史          | 8月1日         |
| 19   | 赤ちゃん泥棒                 | 夏目幸治 | 永樹凡人 | 山本寬已          | 8月7日         |
| 20   | こんにちはフェニックス       | 辻真先   | 高橋信也 | 勝田棯男          | 8月15日        |
| 21   | ホームラン番長               | 辻真先   | 端名貴勇 | 芹川有吾          | 8月22日        |
| 22   | イルカの楽園                 | 夏目幸治 | 高橋信也 | 田中清            | 8月29日        |
| 23   | 祭りだワッショイ             | 辻真先   | 木暮輝夫 | 大谷恆清          | 9月5日         |
| 24   | 逃げ出した悪魔               | 小川敬一 | 永樹凡人 | 田中清            | 9月12日        |
| 25   | ドンちゃんの虹               | 吉野次郎 | 平野純   | 田中清            | 9月19日        |
| 26   | 空とぶ自転車                 | 辻真先   | 上川榮司 | 永樹凡人          | 9月26日        |
| 27   | ドンちゃん大洪水             | 辻真先   | 端名貴勇 | 岡崎惗            | 10月3日        |
| 28   | 独立!ガラクタ公園            | 長坂秀佳 | 木暮輝夫 | 塞竹清隆          | 10月10日       |
| 29   | 動物の王子さま               | 夏目幸治 | 田島實   | 勝田棯男          | 10月17日       |
| 30   | 待っていてオッタマゲター!    | 長坂秀佳 | 上川榮司 | 大貫信夫          | 10月24日       |
| 31   | 最高殊勲婆さん               | 夏目幸治 | 端名貴勇 | 岡崎惗            | 10月31日       |
| 32   | あこがれの京都               | 夏目幸治 | 平野純   | 芹川有吾          | 11月7日        |
| 33   | リンゴ村リンゴりんご大作戦!  | 長坂秀佳 | 木暮輝夫 | 勝田棯男 塞竹清隆 | 11月14日       |
| 34   | 出たよ出ましたチャンバラ時代 | 長坂秀佳 | 石黑育   | 古澤日出夫        | 11月21日       |
| 35   | お金と友情                   | 夏目幸治 | 白川忠治 | 宮崎一哉          | 11月28日       |
| 36   | ジャンプだ!四回転ウルトラC   | 辻真先   | 端名貴勇 | 岡崎惗            | 12月5日        |
| 37   | さようなら雪ン子             | 夏目幸治 | 上川榮司 | 大貫信夫          | 12月12日       |
| 38   | 想い出のクリスマス           | 夏目幸治 | 江藤文男 | 明比正行          | 12月19日       |
| 39   | チャッピーどこへゆく         | 辻真先   | 端名貴勇 | 田中清            | 12月25日       |

## 播放電視台
日本：「魔法使恰比」（魔法使いチャッピー）
播放電視台：NET電視台（現：朝日電視台）
播放日期：1972年4月3日～1972年12月25日
播放時間：逢星期一晚上7時至7時30分
集數：39集
香港：「仙女青萍」
播放電視台：麗的電視第一台（現：亞洲電視本港台）
集數：39集

## 主題曲
片頭曲：
作詞：小薗江圭子，作曲・編曲：筒井廣志，主唱：Singers·Three
片尾曲：
作詞：小薗江圭子，作曲・編曲：筒井廣志，主唱：富田耕生
插曲：（第39集）
作詞：小薗江圭子，作曲・編曲：筒井廣志，主唱：小野木久美子

## 劇場版
- 《前往榮光的500米》（魔法使いチャッピー　栄光への500メートル）

第7集重新製作版，在1972年7月16日中的「東映動畫節 變身大會」首次公開，為系列第10齣電影。同時上映的其他電影有變身忍者嵐、幪面超人對地獄大使、国松さまのお通りだい。

## 外部連結
- 東映動畫「魔法使恰比」簡介 （页面存档备份，存于）（日語）